# Meadowlands Pace
Meadowlands Pace är ett passgångslopp för 3-åriga varmblodiga passgångshästar som körs varje år i juli på Meadowlands Racetrack i New Jersey i USA. Loppet har körts sedan 1977, och är det näst största loppet inom Nordamerikansk passgångssport, med en samlad prissumma på $1 000 000. Det största loppet är North America Cup som körs på Mohawk Racetrack.
I 2014 års upplaga av loppet tangerade He's Watching världsrekordstiden.

## Segrare
| År   | Häst               | Kusk             | Tränare            | Tid    |
| ---- | ------------------ | ---------------- | ------------------ | ------ |
| 2022 | Beach Glass        | Yannick Gingras  | Brent F. Macgrath  | 1:47.2 |
| 2021 | Lawless Shadow     | Mark MacDonald   | Dr. Ian Moore      | 1:48.3 |
| 2020 | Tall Dark Stranger | Yannick Gingras  | Nancy Takter       | 1:47.2 |
| 2019 | Best In Show       | Brian Sears      | Linda Toscano      | 1:48.0 |
| 2018 | Courtly Choice     | David Miller     | Blake MacIntosh    | 1:47.1 |
| 2017 | Huntsville         | Tim Tetrick      | Ray Schnittker     | 1:47.4 |
| 2016 | Control The Moment | Brian Sears      | Brad Maxwell       | 1:48.2 |
| 2015 | Wiggle It Jiggleit | Montrell Teague  | Clyde Francis      | 1:47.4 |
| 2014 | He's Watching      | Tim Tetrick      | David Menary       | 1:46.4 |
| 2013 | Captaintreacherous | Tim Tetrick      | Tony Alagna        | 1:48.1 |
| 2012 | A Rocknroll Dance  | Yannick Gingras  | Jim Mulinix        | 1:48.1 |
| 2011 | Roll with Joe      | Ronald Pierce    | Edward Hart        | 1:48.2 |
| 2010 | One More Laugh     | Tim Tetrick      | Ray Schnittker     | 1:47.4 |
| 2009 | Well Said          | Ronald Pierce    | Steve Elliott      | 1:47.3 |
| 2008 | Art Official       | Ronald Pierce    | Joe Seekman        | 1:47.0 |
| 2007 | Southwind Lynx     | Tim Tetrick      | George Teague, Jr. | 1:49.1 |
| 2006 | Artistic Fella     | Catello Manzi    | Steve Elliott      | 1:48.4 |
| 2005 | Rocknroll Hanover  | Brian Sears      | Brett Pelling      | 1:48.3 |
| 2004 | Holborn Hanover    | Jim Morrill, Jr. | Mark Harder        | 1:49.0 |
| 2003 | Allamerican Theory | Michel Lachance  | Des Tackoor        | 1:49.3 |
| 2002 | Mach Three         | John Campbell    | Monte Gelrod       | 1:49.0 |
| 2001 | Real Desire        | John Campbell    | Blair Burgess      | 1:49.3 |
| 2000 | Gallo Blue Chip    | Daniel Dubé      | Mark Ford          | 1:50.4 |
| 1999 | The Panderosa      | John Campbell    | Brett Pelling      | 1:49.3 |
| 1998 | Day In A Life      | Luc Ouellette    | Monte Gelrod       | 1:51.1 |
| 1997 | Dream Away         | Ronald Pierce    | Brett Pelling      | 1:50.2 |
| 1996 | Hot Lead           | George Brennan   | Brian Magie        | 1:51.4 |
| 1995 | David's Pass       | John Campbell    | Brett Pelling      | 1:50.4 |
| 1994 | Cam's Card Shark   | John Campbell    | William Robinson   | 1:50.0 |
| 1993 | Presidential Ball  | Jack Moiseyev    | William Robinson   | 1:50.0 |
| 1992 | Carlsbad Cam       | Rod Allen        | Carl Allen         | 1:51.0 |
| 1991 | Precious Bunny     | Jack Moiseyev    | William Robinson   | 1:49.4 |
| 1990 | Beach Towel        | Ray Remmen       | Ray Remmen         | 1:52.3 |
| 1989 | Dexter Nukes       | John Campbell    | George Gilmour     | 1:51.3 |
| 1988 | Matt's Scooter     | Michel Lachance  | Harry J. Poulton   | 1:52.1 |
| 1987 | Frugal Gourmet     | Trevor Ritchie   | Blair Burgess      | 1:52.0 |
| 1986 | Laughs             | Buddy Gilmour    | Charles Sylvester  | 1:52.1 |
| 1985 | Nihilator          | Bill O'Donnell   | Billy Haughton     | 1:50.3 |
| 1984 | On The Road Again  | Buddy Gilmour    | Harry J. Poulton   | 1:53.3 |
| 1983 | Ralph Hanover      | Ron Waples       | Stewart Firlotte   | 1:54.1 |
| 1982 | Hilarion           | John Campbell    | Jerry Silverman    | 1:54.1 |
| 1981 | Conquered          | John Hayes, Jr.  | John Hayes, Jr.    | 1:53.4 |
| 1980 | Niatross           | Clint Galbraith  | Clint Galbraith    | 1:53.1 |
| 1979 | Sonsam             | George Sholty    | George Sholty      | 1:53.2 |
| 1978 | Falcon Almahurst   | Billy Haughton   | Billy Haughton     | 1:55.1 |
| 1977 | Escort             | Carl LeCause     | Carl LeCause       | 1:54.4 |